# قرار مجلس الأمن التابع للأمم المتحدة رقم 605
قرار مجلس الأمن الدولي رقم 605 لعام 1987 بتاريخ 22 ديسمبر وفيه يشجب مجلس الأمن الممارسات الإسرائيلية التي تنتهك حقوق الإنسان للشعب الفلسطيني في الأراضي المحتلة ويطلب من إسرائيل أن تتقيد فوراً وبدقة باتفاقية جنيف المتعلقة بحماية المدنيين وقت الحرب.